# Nati il 3 settembre
| Questa pagina contiene informazioni ricavate automaticamente dalle voci biografiche con l'ausilio del template Bio e di un bot. L'aggiornamento è periodico e automatico e ricostruisce completamente la pagina. Se manca una persona in questa lista, sei pregato di non aggiungerla, ma accertati piuttosto che la sua voce biografica contenga il template Bio e che i dati anagrafici siano correttamente compilati. Se il template Bio manca, inseriscilo tu stesso o, in alternativa, metti l'avviso {{tmp\|Bio}} che ne segnala la mancanza. Se i dati riportati sono sbagliati, correggi direttamente la voce biografica; le modifiche saranno visibili in questa lista entro pochi giorni. Per chiarimenti vedi il progetto biografie. La lista contiene solo le 1.100 persone che sono citate nell'enciclopedia e per le quali è stato implementato correttamente il template Bio. Pagina aggiornata al 13 ago 2025. |

## VI secolo(1)
- 523 - Ahkal Mo' Naahb II, sovrano († 570)

## XI secolo(1)
- 1034 - Go-Sanjō, imperatore giapponese († 1073)

## XIV secolo(1)
- 1392 - Filippo Maria Visconti, duca († 1447)

## XV secolo(4)
- 1463 - Francesco Pucci, umanista italiano († 1512)
- 1473 - Domenica del Paradiso, religiosa italiana († 1553)
- 1478 - Marcantonio I Colonna, nobile e condottiero italiano († 1522)
- 1483 - Eric II di Meclemburgo, nobile († 1508)

## XVI secolo(10)
- 1559 - Dorotea Maria di Württemberg, nobile tedesca († 1639)
- 1568 - Adriano Banchieri, musicista, compositore e poeta italiano († 1634)
- 1571 - Maria Enrichetta di Nevers, nobile francese († 1601)
- 1581 - Luis Quiñones de Benavente, poeta, drammaturgo e presbitero spagnolo († 1651)
- 1587 - Libert Froidmont, teologo e scienziato belga († 1653)
- 1587 - Giuliana di Nassau-Dillenburg, nobildonna tedesca († 1643)
- 1590 - Giulio Cesare Bianchi, religioso e letterato italiano († 1661)
- 1595 - Raffaello Vanni, pittore italiano († 1673)
- 1596 - Nicola Amati, liutaio italiano († 1684)
- 1599 - Girolamo Farnese, cardinale italiano († 1668)

## XVII secolo(16)
- 1609 - Raymond Breton, religioso, missionario e linguista francese († 1679)
- 1611 - Toussaint Rose, politico francese († 1701)
- 1613 - Félix Vialart de Herse, vescovo cattolico francese († 1680)
- 1629 - Cornelis Tromp, ammiraglio olandese († 1691)
- 1634 - Ciro Ferri, pittore italiano († 1689)
- 1637 - Caterina Farnese, religiosa italiana († 1684)
- 1643 - Lorenzo Bellini, medico, anatomista e poeta italiano († 1703)
- 1644 - Lodovico Adimari, poeta italiano († 1708)
- 1668 - Elisabetta di Meclemburgo-Güstrow, nobildonna tedesca († 1738)
- 1673 - Maddalena Sibilla di Sassonia-Weissenfels, duchessa tedesca († 1726)
- 1680 - Pere Sans Jordà, vescovo cattolico e santo spagnolo († 1747)
- 1691 - Antonio Maria Arduini, vescovo cattolico italiano († 1777)
- 1691 - Armande Félice de La Porte Mazarin, nobildonna francese († 1729)
- 1691 - Ana Maria de Lorena, nobildonna portoghese († 1761)
- 1695 - Lorenzo Da Ponte, vescovo cattolico italiano († 1768)
- 1695 - Pietro Antonio Locatelli, compositore e violinista italiano († 1764)

## XVIII secolo(41)
- 1703 - Giovanni Teodoro di Baviera, cardinale e vescovo cattolico tedesco († 1763)
- 1704 - Giovanni Battista Costanzi, compositore e violoncellista italiano († 1778)
- 1704 - Joseph de Jussieu, botanico francese († 1779)
- 1707 - Johann Peter Süssmilch, matematico e statistico tedesco († 1767)
- 1710 - Abraham Trembley, naturalista e zoologo svizzero († 1784)
- 1711 - Anton Ignaz von Fugger-Glött, vescovo cattolico austriaco († 1787)
- 1724 - Guy Carleton, generale e nobile britannico († 1808)
- 1727 - Bernardino Gentili il Giovane, ceramista italiano († 1813)
- 1728 - Matthew Boulton, imprenditore britannico († 1809)
- 1734 - Joseph Wright of Derby, pittore inglese († 1797)
- 1735 - Jérôme-Marie Champion de Cicé, arcivescovo cattolico francese († 1810)
- 1735 - Ekaterina Aleksandrovna Kurakina, nobildonna russa († 1802)
- 1744 - Ernst Ferdinand Klein, giurista tedesco († 1810)
- 1746 - Friedrich Wilhelm Gotter, poeta e drammaturgo tedesco († 1797)
- 1750 - Arthur Dillon, generale irlandese († 1794)
- 1750 - Jacques François Menou, generale francese († 1810)
- 1751 - Giustiniano Palomba, avvocato, patriota e politico italiano († 1800)
- 1754 - Robert Guillaume Dillon, generale francese († 1839)
- 1757 - Carlo Augusto di Sassonia-Weimar-Eisenach, nobile tedesco († 1828)
- 1758 - Henrietta Antonia Herbert, botanica inglese († 1830)
- 1758 - Christian Georg Schütz II, pittore e incisore tedesco († 1823)
- 1761 - François Hanriot, rivoluzionario e generale francese († 1794)
- 1766 - Charles de Lacretelle, storico francese († 1855)
- 1768 - Filippo Gragnani, chitarrista e compositore italiano († 1820)
- 1772 - Nicola Tacchinardi, violoncellista e tenore italiano († 1859)
- 1773 - Jakob Gauermann, pittore tedesco († 1843)
- 1780 - Georg Heinrich Lünemann, filologo classico e lessicografo tedesco († 1830)
- 1780 - Heinrich Christian Schumacher, astronomo tedesco († 1850)
- 1781 - Théophile Voirol, generale svizzero († 1853)
- 1781 - Eugenio di Beauharnais, generale francese († 1824)
- 1782 - Camillo Milana, vescovo cattolico italiano († 1858)
- 1782 - Christian Ludwig Nitzsch, zoologo tedesco († 1837)
- 1783 - Anne Stanhope, duchessa di Bedford, nobildonna britannica († 1857)
- 1787 - Eleonora Denuelle, francese († 1868)
- 1791 - Francisco Acuña de Figueroa, poeta uruguaiano († 1862)
- 1791 - Francesco Basetti, patriota italiano († 1825)
- 1791 - John Curtis, entomologo inglese († 1862)
- 1795 - Johann Baptista Bavier, banchiere e politico svizzero († 1856)
- 1795 - Salvatore da Ozieri, arcivescovo cattolico italiano († 1863)
- 1798 - Ferenc Gyulay, generale e politico ungherese († 1868)
- 1799 - Federico Annibale di Thurn und Taxis, nobile e militare boemo († 1857)

## XIX secolo(154)
- 1801 - Christian Erich Hermann von Meyer, paleontologo tedesco († 1869)
- 1803 - Cesare Agostini, patriota e politico italiano († 1854)
- 1803 - Prudence Crandall, insegnante e attivista statunitense († 1890)
- 1803 - Antonio Elia, marinaio e patriota italiano († 1849)
- 1808 - Michael Sachs, rabbino prussiano († 1864)
- 1809 - Bartholomäus Lämmler, pittore svizzero († 1865)
- 1809 - Emilio Maffei, presbitero, poeta e patriota italiano († 1881)
- 1810 - Ferdinando Filippo d'Orléans, generale francese († 1842)
- 1811 - Grégoire Coffinières de Nordeck, generale francese († 1887)
- 1812 - Luigi Fontana, architetto svizzero († 1877)
- 1812 - François Hamille, politico e avvocato francese († 1885)
- 1813 - Giuseppe Del Drago, presbitero, teologo e patriota italiano († 1869)
- 1813 - Aloys Sprenger, orientalista austriaco († 1893)
- 1813 - Giovanni Villa Riso, politico italiano († 1884)
- 1814 - James Joseph Sylvester, matematico britannico († 1897)
- 1815 - Raffaele Mirate, tenore italiano († 1895)
- 1818 - Karl von Vogelsang, giornalista tedesco († 1890)
- 1820 - George Hearst, imprenditore e politico statunitense († 1891)
- 1820 - Johan Georg Huber, presbitero svedese († 1886)
- 1820 - Bernardo Tanlongo, banchiere italiano († 1896)
- 1826 - Alberto Pasini, pittore italiano († 1899)
- 1827 - John Drew, attore teatrale e impresario teatrale irlandese († 1862)
- 1828 - Władysław Łuszczkiewicz, pittore polacco († 1900)
- 1829 - Eduard Georg von Bethusy-Huc, politico prussiano († 1893)
- 1830 - Leonardo Salimbeni, ingegnere e politico italiano († 1889)
- 1831 - Henry Laurens Mitchell, politico statunitense († 1903)
- 1832 - Athanase de Charette, militare francese († 1911)
- 1835 - Nicola Miraglia, economista, politico e banchiere italiano († 1928)
- 1836 - Sylwester Sembratowicz, cardinale e arcivescovo cattolico ucraino († 1898)
- 1837 - Ralph Copeland, astronomo britannico († 1905)
- 1837 - Domenico Maria Jacobini, cardinale e arcivescovo cattolico italiano († 1900)
- 1837 - Søren Zachariassen, imprenditore e marinaio norvegese († 1915)
- 1838 - Giuseppe Barboglio, militare italiano († 1919)
- 1839 - George Lansing Raymond, docente e scrittore statunitense († 1929)
- 1840 - Giuseppe Respighi, pianista italiano († 1923)
- 1841 - Noè Bordignon, pittore italiano († 1920)
- 1841 - Clemente Pellegrini, avvocato e politico italiano († 1913)
- 1842 - Ambrogio Campiglio, ingegnere italiano († 1918)
- 1842 - John Devoy, politico e rivoluzionario irlandese († 1928)
- 1842 - Friedrich Adalbert Maximilian Kuhn, botanico tedesco († 1894)
- 1846 - August Lindberg, attore e regista teatrale svedese († 1916)
- 1846 - Francesco Ortore, politico italiano († 1905)
- 1846 - George Thorne, golfista britannico († 1907)
- 1848 - Emory Speer, giudice e politico statunitense († 1918)
- 1849 - Sarah Orne Jewett, scrittrice statunitense († 1909)
- 1850 - Friedrich Delitzsch, orientalista e assiriologo tedesco († 1922)
- 1851 - Ol'ga Konstantinovna Romanova, nobile russa († 1926)
- 1851 - Domenico Zaccagna, geologo e mineralogista italiano († 1940)
- 1852 - Jules Henri Barrois, zoologo francese († 1943)
- 1853 - Robert Vidal, calciatore inglese († 1914)
- 1854 - Willem Marinus van Rossum, cardinale e arcivescovo cattolico olandese († 1932)
- 1854 - Charles Tatham, schermidore statunitense († 1939)
- 1856 - Olaf Aakrann, pittore norvegese († 1904)
- 1856 - Louis Sullivan, architetto statunitense († 1924)
- 1858 - Francis Leavenworth, astronomo statunitense († 1928)
- 1859 - Jean Jaurès, politico francese († 1914)
- 1861 - Johannes Böttner, botanico tedesco († 1919)
- 1861 - Elin Danielson Gambogi, pittrice finlandese († 1919)
- 1863 - Hans Aanrud, scrittore norvegese († 1953)
- 1863 - Jean Alfred Marioton, pittore e decoratore francese († 1903)
- 1864 - Lorenzo Porciatti, architetto, restauratore e urbanista italiano († 1928)
- 1865 - Valter Juva, scrittore finlandese († 1922)
- 1865 - Louisa Martin, tennista irlandese († 1941)
- 1865 - Vittorio Rossi, filologo e storico della letteratura italiano († 1938)
- 1866 - Eanger Irving Couse, pittore statunitense († 1936)
- 1866 - John Ellis McTaggart, filosofo inglese († 1925)
- 1866 - Dominic Maria Prümmer, teologo, docente e scrittore tedesco († 1931)
- 1866 - Alessandro Tosi, militare e ingegnere italiano († 1936)
- 1867 - Oscar Neumann, zoologo e ornitologo tedesco († 1946)
- 1868 - Maria Boni Brighenti, infermiera e militare italiana († 1915)
- 1868 - Mary Parker Follett, filosofa, politologa e scrittrice statunitense († 1933)
- 1868 - Émile Auguste Wéry, pittore francese († 1935)
- 1868 - Adolf de Meyer, fotografo francese († 1946)
- 1869 - Fritz Pregl, chimico e fisiologo sloveno († 1930)
- 1870 - Anna Errera, scrittrice italiana († 1940)
- 1870 - Marco Tonci Ottieri Della Ciaja, politico italiano
- 1872 - Hugh Grogan, giocatore di lacrosse statunitense († 1950)
- 1873 - Charles Allan Gilbert, pittore statunitense († 1929)
- 1874 - Carl Størmer, matematico e astrofisico norvegese († 1957)
- 1875 - Ferdinand Porsche, ingegnere e imprenditore austriaco († 1951)
- 1875 - Guido Sagramoso, ingegnere, dirigente d'azienda e politico italiano († 1945)
- 1876 - Olive Edis, fotografa e imprenditrice inglese († 1955)
- 1877 - Omero Schiassi, sindacalista e politico italiano († 1956)
- 1878 - Maria Immacolata d'Asburgo-Lorena, principessa austriaca († 1968)
- 1878 - Dorothea Douglass Chambers, tennista britannica († 1960)
- 1878 - Zofia Praussowa, politica e partigiana polacca († 1945)
- 1879 - Mario Crespi, imprenditore, editore e politico italiano († 1962)
- 1879 - Antonius van Nieuwenhuizen, schermidore olandese († 1957)
- 1880 - George Bretz, giocatore di lacrosse canadese († 1956)
- 1880 - Luigi Coralli, militare italiano († 1918)
- 1880 - Gwynne Evans, pallanuotista e nuotatore statunitense († 1965)
- 1881 - Margherita Ancona, attivista italiana († 1966)
- 1881 - Mario Rasero, numismatico e politico italiano († 1947)
- 1882 - Johnny Douglas, pugile e crickettista britannico († 1930)
- 1882 - S.A. Lynch, imprenditore statunitense († 1969)
- 1883 - Giuseppe De Angelis, scultore italiano († 1958)
- 1883 - António Sérgio, filosofo e politico portoghese († 1969)
- 1884 - Ingvald Eriksen, ginnasta danese († 1961)
- 1884 - Ettore Fagiuoli, architetto e scenografo italiano († 1961)
- 1884 - Solomon Lefschetz, matematico e ingegnere turco († 1972)
- 1885 - Juan Artola, calciatore spagnolo († 1937)
- 1885 - Gustavo Lombardo, produttore cinematografico italiano († 1951)
- 1885 - Guido Pusinich, scrittore e poeta italiano († 1969)
- 1886 - Herb Trube, mezzofondista statunitense († 1959)
- 1887 - Mario Bruzzone, velista italiano († 1940)
- 1887 - Azalia Emma Peet, educatrice statunitense († 1973)
- 1887 - Manfred Toeppen, pallanuotista statunitense († 1968)
- 1888 - Hans Friedrich Blunck, scrittore e poeta tedesco († 1961)
- 1888 - Dmitrij Lagunov, calciatore russo († 1942)
- 1888 - Nereu de Oliveira Ramos, avvocato e politico brasiliano († 1958)
- 1889 - José María Belauste, calciatore spagnolo († 1964)
- 1889 - Isak Samokovlija, scrittore bosniaco († 1955)
- 1890 - Friedrich Altrichter, generale tedesco († 1949)
- 1890 - Patrick H. O'Malley Jr., attore statunitense († 1966)
- 1890 - James Wendell, ostacolista statunitense († 1958)
- 1891 - Marcel Grandjany, arpista e compositore francese († 1975)
- 1891 - Curt Hartzell, ginnasta svedese († 1975)
- 1891 - Kenneth Huszagh, nuotatore statunitense († 1950)
- 1891 - Norman Taber, mezzofondista statunitense († 1952)
- 1891 - Maria Barbara Tosatti, poetessa italiana († 1934)
- 1892 - Eugenio Casagrande, pioniere dell'aviazione italiano († 1957)
- 1892 - Vittorio Fossombroni, politico e avvocato italiano († 1963)
- 1893 - George Atkinson, calciatore inglese († 1967)
- 1893 - Alf Olsen, calciatore danese († 1976)
- 1893 - Christian Philipp, generale tedesco († 1963)
- 1894 - Benigno Aquino Sr., politico filippino († 1947)
- 1894 - Marie Dubas, cantante francese († 1972)
- 1894 - Mario Ferrari, attore e doppiatore italiano († 1974)
- 1894 - Giuseppe Soresina, calciatore italiano († 1975)
- 1895 - Giuseppe Bottai, politico, militare e giornalista italiano († 1959)
- 1895 - Alfonso Rojo de la Vega, allenatore di pallacanestro, allenatore di calcio e dirigente sportivo messicano († 1967)
- 1896 - Herbert Jones, calciatore inglese († 1973)
- 1896 - Archimede Taverna, politico e imprenditore italiano († 1969)
- 1897 - Antonio Conti, avvocato e commediografo italiano († 1968)
- 1897 - John Dubouchet, calciatore svizzero († 1934)
- 1897 - Francisco Paulo Mignone, compositore, pianista e direttore d'orchestra brasiliano († 1986)
- 1897 - Gennadij Mičurin, attore sovietico († 1970)
- 1897 - Cecil Parker, attore britannico († 1971)
- 1897 - David Rubinoff, violinista russo († 1986)
- 1898 - Friedl Czepa, attrice austriaca († 1973)
- 1898 - S. H. Foulkes, medico, psicologo e psicoanalista tedesco († 1976)
- 1898 - Ole Hegge, fondista norvegese († 1994)
- 1898 - André Meyer, banchiere francese († 1979)
- 1899 - Erwin Bowien, pittore e poeta tedesco († 1972)
- 1899 - Maria Anna di Braganza, nobile portoghese († 1971)
- 1899 - Dumitru Hubert, bobbista e aviatore rumeno († 1934)
- 1899 - Alexandru Kozovits, calciatore rumeno
- 1899 - Bronislava Krištopavičienė, lituana († 1969)
- 1899 - Frank Macfarlane Burnet, immunologo australiano († 1985)
- 1899 - Carlo Perindani, pittore e incisore italiano († 1986)
- 1900 - Urho Kekkonen, politico e altista finlandese († 1986)
- 1900 - Otto Pfister, ginnasta svizzero
- 1900 - John Roosma, cestista e militare statunitense († 1983)
- 1900 - Jaroslav Vlček, calciatore cecoslovacco († 1967)

## XX secolo(832)
- 1901 - Eduard van Beinum, direttore d'orchestra olandese († 1959)
- 1901 - László Horváth, calciatore ungherese († 1981)
- 1902 - Mantan Moreland, attore statunitense († 1973)
- 1902 - Karl Saller, antropologo e medico tedesco († 1969)
- 1902 - George F. Sprague, genetista statunitense († 1998)
- 1903 - Georges Flamant, attore francese († 1990)
- 1903 - André Godinat, ciclista su strada francese († 1979)
- 1903 - Rezső Huber, calciatore ungherese († 1952)
- 1904 - Eugenio Bussa, presbitero italiano († 1977)
- 1904 - Giambattista Dal Piaz, geologo italiano († 1995)
- 1904 - Bruna Moretti, disegnatrice, illustratrice e pittrice italiana († 1989)
- 1904 - Gaudenzio Nazario, calciatore italiano
- 1904 - Ettore Rivolta, marciatore italiano († 1977)
- 1905 - Carl David Anderson, fisico statunitense († 1991)
- 1905 - Jimmy Dunne, allenatore di calcio e calciatore irlandese († 1949)
- 1905 - Wilhelm Kamlah, filosofo tedesco († 1976)
- 1905 - Eric Larson, animatore statunitense († 1988)
- 1905 - Nechama Leibowitz, biblista israeliana († 1997)
- 1905 - Henri Péclet, cestista svizzero
- 1905 - Bruno Pittermann, politico e insegnante austriaco († 1983)
- 1905 - Raphael J. Sevilla, regista, sceneggiatore e produttore cinematografico messicano († 1976)
- 1905 - John Shelley, politico statunitense († 1974)
- 1906 - Siro Magagnini, ciclista su strada italiano
- 1906 - Silvio Sacco, imprenditore e dirigente sportivo italiano († 1989)
- 1907 - Mary Doran, attrice statunitense († 1995)
- 1907 - Loren Eiseley, antropologo, filosofo e docente statunitense († 1977)
- 1907 - Carlo Fabrizi, politico italiano († 1975)
- 1907 - Giuseppe Piazzi, vescovo cattolico italiano († 1963)
- 1908 - Lev Semënovič Pontrjagin, matematico sovietico († 1988)
- 1909 - Raffaello Delogu, storico dell'arte, storico dell'architettura e critico d'arte italiano († 1971)
- 1909 - Georgie Stone, attore statunitense († 2010)
- 1910 - Kitty Carlisle, attrice e cantante statunitense († 2007)
- 1910 - Laura Di Falco, scrittrice italiana († 2002)
- 1910 - Maurice Papon, funzionario e politico francese († 2007)
- 1910 - Carlos Pereira, calciatore portoghese († 1982)
- 1911 - Laura Allende Gossens, politica cilena († 1981)
- 1911 - Gino Bonzi, calciatore italiano († 1974)
- 1911 - Bob Cope, cestista statunitense († 1995)
- 1911 - Bruno Palma, calciatore italiano
- 1912 - Philippe Artias, pittore e ceramista francese († 2002)
- 1912 - Peter Capell, attore tedesco († 1986)
- 1912 - Karel Vladimir Truhlar, teologo, poeta e gesuita sloveno († 1977)
- 1913 - Ignacio Agustí Peypoch, scrittore e giornalista spagnolo († 1974)
- 1913 - Alan Ladd, attore statunitense († 1964)
- 1913 - Luigi Raybaudi Massilia, giornalista, editore e filatelista italiano († 2003)
- 1914 - Jimmy Delaney, calciatore scozzese († 1989)
- 1914 - Ivan Pereverzev, attore sovietico († 1978)
- 1914 - Dixy Lee Ray, politica e biologa statunitense († 1994)
- 1915 - Jacinto Barquín, calciatore cubano
- 1915 - Memphis Slim, cantante, pianista e compositore statunitense († 1988)
- 1915 - Knut Nystedt, compositore norvegese († 2014)
- 1915 - Louie Sauer, cestista statunitense († 1985)
- 1915 - Enrico Zoffoli, presbitero e teologo italiano († 1996)
- 1916 - Lila De Nobili, disegnatrice, pittrice e scenografa italiana († 2002)
- 1916 - Esko Kausti, militare finlandese († 1944)
- 1917 - Alexandru Popescu, cestista e allenatore di pallacanestro rumeno († 2007)
- 1917 - Paul Zoungrana, cardinale e arcivescovo cattolico burkinabé († 2000)
- 1918 - Celso dos Santos Meyer, cestista, militare e scrittore brasiliano
- 1918 - Susi Nicoletti, attrice e danzatrice tedesca († 2005)
- 1919 - Pedro Alconero, calciatore spagnolo († 1963)
- 1919 - Phil Stern, fotografo statunitense († 2014)
- 1920 - Federico Alliney, compositore di scacchi italiano († 1991)
- 1920 - Albert Demuyser, pittore belga († 2003)
- 1920 - Chabuca Granda, cantautrice e poetessa peruviana († 1983)
- 1920 - Marguerite Higgins, giornalista statunitense († 1966)
- 1920 - Les Medley, calciatore inglese († 2001)
- 1920 - José Humberto Paparoni, vescovo cattolico venezuelano († 1959)
- 1920 - Antonio Piromalli, critico letterario, scrittore e poeta italiano († 2003)
- 1921 - John Aston, calciatore inglese († 2003)
- 1921 - Bert Bushnell, canottiere britannico († 2010)
- 1921 - Vitaliano Caruso, compositore, arrangiatore e produttore discografico italiano († 2002)
- 1921 - Harry Landers, attore statunitense († 2017)
- 1921 - André Neury, calciatore svizzero († 2001)
- 1921 - Ruth Orkin, fotoreporter, fotografa e regista statunitense († 1985)
- 1921 - Chuck Shanklin, cestista statunitense († 2006)
- 1922 - Wayne Green, editore e scrittore statunitense († 2013)
- 1922 - Aleksandr Petrovič Každan, bizantinista russo († 1997)
- 1922 - Burt Kennedy, regista e sceneggiatore statunitense († 2001)
- 1922 - Gianni Mattioni, calciatore italiano († 1990)
- 1923 - Herbert Binkert, calciatore e allenatore di calcio tedesco († 2020)
- 1923 - Leo Canullo, politico e sindacalista italiano († 1997)
- 1923 - Ed Sprinkle, giocatore di football americano statunitense († 2014)
- 1923 - Mort Walker, fumettista statunitense († 2018)
- 1924 - Giovanni Boato, fisico italiano († 2009)
- 1924 - Mary Grace Canfield, attrice statunitense († 2014)
- 1924 - Walt Kirk, cestista e allenatore di pallacanestro statunitense († 2012)
- 1924 - Cesare Marangoni, politico italiano († 2000)
- 1924 - Misselvia, paroliera italiana
- 1924 - Renata Pucci di Benisichi, scrittrice e traduttrice italiana
- 1924 - Antonin Rolland, ex ciclista su strada francese
- 1924 - Luigi Salerno, storico dell'arte italiano († 1992)
- 1924 - Yosihiko Sinoto, antropologo giapponese († 2017)
- 1924 - Vittorio De Caprariis, storico e giornalista italiano († 1964)
- 1925 - Wally Albright, attore statunitense († 1999)
- 1925 - Luca Canali, latinista, scrittore e traduttore italiano († 2014)
- 1925 - Anne Jackson, attrice statunitense († 2016)
- 1925 - Ernesto Mayz Vallenilla, filosofo venezuelano († 2015)
- 1925 - Giuseppe Miroglio, politico italiano († 2001)
- 1926 - Ernie Henry, sassofonista statunitense († 1957)
- 1926 - Joe Kolter, politico statunitense († 2019)
- 1926 - Uttam Kumar, attore, regista e produttore cinematografico indiano († 1980)
- 1926 - Alison Lurie, scrittrice statunitense († 2020)
- 1926 - Irene Papas, attrice greca († 2022)
- 1926 - Emil Stehle, vescovo cattolico tedesco († 2017)
- 1927 - Galal Abou El-Kheir, pallanuotista egiziano
- 1927 - Ruggero Cori, cantante italiano († 1987)
- 1927 - Dodo Denney, attrice statunitense († 2005)
- 1927 - João Martins, calciatore portoghese († 1993)
- 1927 - Giovanni Maria Nieddu, politico italiano († 2002)
- 1927 - Bruno Padulazzi, calciatore italiano († 2005)
- 1928 - Milner Ayala, calciatore paraguaiano († 2001)
- 1928 - Serge Bourguignon, regista e sceneggiatore francese
- 1928 - Ion Druta, poeta e drammaturgo moldavo († 2023)
- 1928 - Tiziano Mannoni, archeologo e storico italiano († 2010)
- 1928 - Antonio Pin, allenatore di calcio e calciatore italiano († 2012)
- 1928 - Danuta Siedzikówna, infermiera e ufficiale polacca († 1946)
- 1928 - Gaston Thorn, politico lussemburghese († 2007)
- 1928 - Abdesslam Yassine, attivista marocchino († 2012)
- 1929 - James Bulger, mafioso statunitense († 2018)
- 1929 - Ramon Monzon, fumettista spagnolo († 1996)
- 1929 - Carlo Clerici, ciclista su strada svizzero († 2007)
- 1929 - Enrique Lihn, poeta cileno († 1988)
- 1929 - Anna Maria Mussolini, conduttrice radiofonica italiana († 1968)
- 1929 - Bob Naber, cestista statunitense († 1998)
- 1929 - Paul Nolen, cestista statunitense († 2009)
- 1929 - Gino Orlando, calciatore brasiliano († 2003)
- 1929 - Raymond Robinson, pistard sudafricano († 2018)
- 1930 - Benedetto Conforti, giurista e magistrato italiano († 2016)
- 1930 - Irina Ionesco, fotografa francese († 2022)
- 1930 - Michail Perevalov, calciatore sovietico († 1995)
- 1930 - Tony Piaceri, musicista, cantante e compositore italiano († 2014)
- 1930 - Dick Retherford, cestista statunitense († 2019)
- 1931 - Samir Amin, economista, politologo e attivista egiziano († 2018)
- 1931 - Donato Castellaneta, attore italiano († 2014)
- 1931 - Albert DeSalvo, serial killer statunitense († 1973)
- 1931 - Michael E. Fisher, fisico britannico († 2021)
- 1931 - Paulo Maluf, imprenditore, ingegnere e politico brasiliano
- 1931 - Dick Motta, allenatore di pallacanestro e dirigente sportivo statunitense
- 1931 - Guy Spitaels, politico belga († 2012)
- 1932 - Eileen Brennan, attrice statunitense († 2013)
- 1932 - Stelio Fenzo, fumettista italiano († 2022)
- 1932 - Gerald Neugebauer, astronomo tedesco († 2014)
- 1933 - Tompall Glaser, cantante statunitense († 2013)
- 1933 - Jeffrey Goldstone, fisico britannico
- 1934 - Freddie King, chitarrista statunitense († 1976)
- 1934 - Lucien Muller, allenatore di calcio e ex calciatore francese
- 1934 - Irvine Sellar, imprenditore britannico († 2017)
- 1935 - Dorothy Masuka, cantante e compositrice sudafricana († 2019)
- 1935 - Klaus Münster, attore e doppiatore tedesco
- 1935 - Assar Rönnlund, fondista svedese († 2011)
- 1935 - Giorgio Sereni, allenatore di calcio e calciatore italiano († 2010)
- 1935 - Hans Sturm, calciatore tedesco († 2007)
- 1935 - Sissel Vogelmann, italiano († 1944)
- 1936 - Bruno Antonucci, politico italiano († 2014)
- 1936 - Zine El-Abidine Ben Ali, militare e politico tunisino († 2019)
- 1936 - Ico Cerutti, cantante, compositore e chitarrista italiano († 1999)
- 1936 - Anzor Lezhava, cestista sovietico († 1997)
- 1936 - John Olver, politico statunitense († 2023)
- 1936 - Jean-Baptiste Ré, cestista francese († 2016)
- 1936 - Kazuo Umezu, fumettista giapponese († 2024)
- 1937 - Maria Ciobanu, cantante e paroliera rumena
- 1937 - Bettina Heinen-Ayech, pittrice tedesca († 2020)
- 1937 - Angelo R. Humouda, saggista e storico del cinema italiano († 1994)
- 1937 - Miguel Iguaran Arandia, ex calciatore spagnolo
- 1937 - Edmondo Lorenzini, calciatore italiano († 2020)
- 1938 - Chandrakanta, scrittrice indiana
- 1938 - Caryl Churchill, drammaturga britannica
- 1938 - Cristina Ebner, ex sciatrice alpina italiana
- 1938 - Dieter Höller, calciatore tedesco († 2013)
- 1938 - Jean Link, schermidore lussemburghese († 2020)
- 1938 - Vic Nocera, produttore discografico, paroliere e compositore italiano
- 1938 - Ryōji Noyori, chimico giapponese
- 1938 - Giancarlo Rosati, medico italiano († 2020)
- 1939 - Vivi Bach, attrice e cantante danese († 2013)
- 1939 - Paolo Cirino Pomicino, ex politico italiano
- 1939 - Mary Ann DuChai, canoista statunitense
- 1939 - Shigenobu Fujimoto, pallanuotista giapponese
- 1939 - Marco Garzonio, giornalista, psicologo e saggista italiano
- 1939 - Antonio Mario Tamburro, chimico italiano († 2009)
- 1940 - Antonio Bevere, magistrato italiano
- 1940 - Pauline Collins, attrice britannica
- 1940 - Anne-Marie Duranton-Crabol, storica e scrittrice francese
- 1940 - James Easton, allenatore di calcio e ex calciatore scozzese
- 1940 - Eduardo Galeano, scrittore, giornalista e saggista uruguaiano († 2015)
- 1940 - Brian Lochore, rugbista a 15 e allenatore di rugby a 15 neozelandese († 2019)
- 1940 - Macha Méril, attrice e scrittrice francese
- 1940 - Gianfranco Poletto, ex calciatore italiano
- 1940 - Hermann Stessl, allenatore di calcio e ex calciatore austriaco
- 1940 - Gino Trematerra, politico italiano
- 1940 - Ralph Wells, cestista statunitense († 1968)
- 1941 - Sergej Donatovič Dovlatov, giornalista e scrittore sovietico († 1990)
- 1941 - Fiamma Ferragamo, stilista e imprenditrice italiana († 1998)
- 1942 - Al Jardine, chitarrista e cantante statunitense
- 1942 - Gigliola Lo Cascio Galante, politica e psicologa italiana († 1989)
- 1942 - Jan Lundin, nuotatore svedese († 2023)
- 1942 - Juan Risso, ex calciatore argentino
- 1942 - Gregorio Rosa Chávez, cardinale e vescovo cattolico salvadoregno
- 1943 - Mohamed Chouikh, regista cinematografico e attore algerino
- 1943 - Tony Defries, imprenditore britannico
- 1943 - Ezio Guidi, giornalista, conduttore televisivo e telecronista sportivo svizzero
- 1943 - Roger Kolo, medico e politico malgascio
- 1943 - Mário da Silva Mateus, ex calciatore e allenatore di calcio portoghese
- 1943 - Luc Merenda, attore francese
- 1943 - Valery Oisteanu, poeta e artista statunitense
- 1943 - Valerie Perrine, attrice e ex modella statunitense
- 1943 - Juan Carlos Tabío, regista e sceneggiatore cubano († 2021)
- 1944 - Patrice Beust, ex tennista francese
- 1944 - Mario Casati, ex pugile italiano
- 1944 - François Catonné, direttore della fotografia francese
- 1944 - Ángel Garachana Pérez, vescovo cattolico e missionario spagnolo
- 1944 - Abelardo González, calciatore spagnolo († 2021)
- 1944 - Miroslav Poljak, pallanuotista jugoslavo († 2015)
- 1944 - Marianna Rombolà, attivista italiana
- 1944 - Sherwood Spring, ex astronauta statunitense
- 1945 - Petăr Janev, ex sollevatore bulgaro
- 1945 - Frankie Micallef, ex calciatore maltese
- 1945 - Leonardo Véliz, allenatore di calcio e ex calciatore cileno
- 1946 - Minoru Arakawa, autore di videogiochi giapponese
- 1946 - Brian Ashton, ex rugbista a 15 e allenatore di rugby a 15 britannico
- 1946 - Elio D'Anna, cantante, flautista e educatore italiano
- 1946 - Brian Heaney, ex cestista e allenatore di pallacanestro statunitense
- 1946 - Eddio Inostroza, ex calciatore cileno
- 1946 - Gerry Meehan, ex hockeista su ghiaccio e dirigente sportivo canadese
- 1946 - Michele Pepe, fumettista italiano († 1997)
- 1946 - René Pijnen, ex ciclista su strada e pistard olandese
- 1946 - Fernando Rossi, politico italiano
- 1946 - Vjačeslav Skok, ex pallanuotista sovietico
- 1946 - Francisco Trois, scacchista brasiliano († 2020)
- 1947 - Eric Bell, chitarrista britannico
- 1947 - Kjell Magne Bondevik, politico norvegese
- 1947 - Mario Draghi, economista, dirigente pubblico e banchiere italiano
- 1947 - Mike Fray, velocista giamaicano († 2019)
- 1947 - Gérard Houllier, calciatore, allenatore di calcio e dirigente sportivo francese († 2020)
- 1947 - Michael Huffington, politico e produttore cinematografico statunitense
- 1947 - Lewon Ištoyan, ex calciatore sovietico
- 1947 - Jo Dong-jin, cantautore sudcoreano († 2017)
- 1948 - Don Brewer, batterista statunitense
- 1948 - Éva Darlan, attrice francese
- 1948 - Jacques Esclassan, ex ciclista su strada francese
- 1948 - Ronald Woodson Harris, ex pugile statunitense
- 1948 - Ljudmila Georgievna Karačkina, astronoma sovietica
- 1948 - Fotis Kouvelis, politico greco
- 1948 - Viktor Mjasnikov, ex ostacolista sovietico
- 1948 - Levy Mwanawasa, politico zambiano († 2008)
- 1949 - Washington Alves, ex calciatore brasiliano
- 1949 - Gilles Béhat, regista, sceneggiatore e attore francese
- 1949 - José Cerveró, calciatore e allenatore di calcio spagnolo († 2024)
- 1949 - Phil Edwards, ciclista su strada britannico († 2017)
- 1949 - Kim Soo-mi, attrice sudcoreana († 2024)
- 1949 - Norbert Krapf, ex ciclista su strada svizzero
- 1949 - T. Michael Moseley, generale statunitense
- 1949 - José Pekerman, allenatore di calcio e ex calciatore argentino
- 1949 - Pietro VII di Alessandria, arcivescovo ortodosso greco († 2004)
- 1950 - Jean-Pierre Abelin, politico francese
- 1950 - Ken Carrington, ex rugbista a 15 neozelandese
- 1950 - Sergio De Luca, dirigente d'azienda italiano
- 1950 - Jóhannes Eðvaldsson, calciatore islandese († 2021)
- 1950 - Anthimos Kapsīs, allenatore di calcio e ex calciatore greco
- 1950 - Peter Lehmann, editore tedesco
- 1950 - Pave Maijanen, cantante e musicista finlandese († 2021)
- 1950 - Maria Meijll, ex cestista olandese
- 1950 - Stan Startzell, ex calciatore statunitense
- 1951 - Carla Apuzzo, sceneggiatrice e regista italiana
- 1951 - Juan Manuel García Simarro, ex calciatore spagnolo
- 1951 - Vojislav Mihailović, politico serbo
- 1951 - Maithripala Sirisena, politico singalese
- 1951 - Gaia de Beaumont, scrittrice italiana
- 1952 - Nanni Campus, politico e chirurgo italiano
- 1952 - Ekkehard Fasser, bobbista svizzero († 2021)
- 1952 - Franco Fava, giornalista, ex mezzofondista e siepista italiano
- 1952 - Nathalie Fuchs, ex tennista francese
- 1952 - Filippo La Porta, saggista, giornalista e critico letterario italiano
- 1952 - Raymond Lewis, cestista statunitense († 2001)
- 1952 - Generoso Márquez, ex cestista cubano
- 1952 - Maria Cristina Perugia, politica italiana
- 1952 - Şehrazat, cantautrice, musicista e compositrice turca
- 1952 - Inese Vaidere, politica lettone
- 1953 - Brunello Cucinelli, stilista e imprenditore italiano
- 1953 - Claudio Di Mauro, montatore italiano
- 1953 - David Gordon White, storico delle religioni statunitense
- 1953 - Jean-Pierre Jeunet, regista, sceneggiatore e produttore cinematografico francese
- 1953 - Graziella Mascia, politica italiana († 2018)
- 1953 - Mokhtar Naili, ex calciatore tunisino
- 1953 - Hamadoun Touré, ingegnere maliano
- 1954 - Gennaro Coronella, politico italiano
- 1954 - Jesús Echave, pilota di rally e imprenditore spagnolo
- 1954 - David Elleray, ex arbitro di calcio inglese
- 1954 - Jean-Claude Merlin, astronomo francese
- 1954 - Ion Moldovan, allenatore di calcio e ex calciatore rumeno
- 1954 - Best Ogedegbe, calciatore nigeriano († 2009)
- 1954 - Giovanni Pilo, politico italiano
- 1954 - Herbert Plank, ex sciatore alpino italiano
- 1954 - Jaak Uudmäe, ex triplista sovietico
- 1955 - Samet Aybaba, allenatore di calcio e ex calciatore turco
- 1955 - Brian Bason, ex calciatore inglese
- 1955 - Mario Caruso, politico italiano
- 1955 - Achille Guzzardella, scultore italiano
- 1955 - Geir Henæs, ex calciatore norvegese
- 1955 - Steve Jones, chitarrista inglese
- 1955 - Walter Kelsch, ex calciatore tedesco
- 1955 - Laurent Malet, attore francese
- 1955 - Pierre Malet, attore francese
- 1955 - Annie McEnroe, attrice statunitense
- 1955 - Marek Zabka, aracnologo polacco
- 1955 - Francesco Zumpano, mafioso italiano
- 1956 - Masahiro Akimoto, ex saltatore con gli sci giapponese
- 1956 - Adam Brooks, regista e sceneggiatore canadese
- 1956 - Jeff Chandler, pugile statunitense
- 1956 - Roberto Gargiani, storico dell'architettura italiano
- 1956 - Robin McLeish, ex sciatore alpino canadese
- 1956 - Roberto Musacchio, politico italiano
- 1956 - Andrew Wakefield, medico britannico
- 1957 - Salvatore Cicu, politico italiano
- 1957 - Earl Cureton, cestista e allenatore di pallacanestro statunitense († 2024)
- 1957 - Tiziana Ferrario, giornalista e conduttrice televisiva italiana
- 1957 - Warren Ham, cantante, sassofonista e polistrumentista statunitense
- 1957 - Steve Schirripa, attore, produttore cinematografico e conduttore televisivo statunitense
- 1957 - Sadhguru, mistico indiano
- 1958 - Siyabonga Cwele, medico e politico sudafricano
- 1958 - Shakti Kapoor, attore indiano
- 1958 - Kevin Kiner, compositore statunitense
- 1958 - Patrizia Lombardo, ex ostacolista e velocista italiana
- 1958 - Mitro Repo, politico e prete finlandese
- 1958 - Marina Salamon, imprenditrice e dirigente d'azienda italiana
- 1959 - Marco Baldini, conduttore radiofonico e personaggio televisivo italiano
- 1959 - Merritt Butrick, attore statunitense († 1989)
- 1959 - José Carlos Chaves, ex calciatore costaricano
- 1959 - Myroslav Ivanovyč Dočynec', scrittore e giornalista ucraino
- 1959 - Bernard Anthony Hebda, arcivescovo cattolico statunitense
- 1959 - Teresa Kępka, cestista polacca († 2012)
- 1959 - Andrew Lawrence-King, arpista britannico
- 1959 - Maurizio Salabelle, scrittore italiano († 2003)
- 1959 - Greg Theberge, ex hockeista su ghiaccio canadese
- 1959 - Ronny Van Holen, ex ciclista su strada belga
- 1960 - Perry Bamonte, chitarrista inglese
- 1960 - Livingstone Bramble, pugile nevisiano († 2025)
- 1960 - Tony Rey Bruno, chitarrista e produttore discografico statunitense
- 1960 - Hwang Seok-keoun, ex calciatore sudcoreano
- 1960 - Evgenij Mileškin, ex calciatore sovietico
- 1960 - Seiko Noda, politica giapponese
- 1960 - Anett Pötzsch, ex pattinatrice artistica su ghiaccio tedesca
- 1960 - Alessandro Roccatagliata, allenatore di calcio e ex calciatore italiano
- 1960 - John Schultz, regista, sceneggiatore e produttore cinematografico statunitense
- 1961 - Nick Brown, ex tennista britannico
- 1961 - Cai Zhenhua, ex tennistavolista cinese
- 1961 - Luís Castro, allenatore di calcio e ex calciatore portoghese
- 1961 - Gianni Cuperlo, politico italiano
- 1961 - Claudio Fasulo, autore televisivo, conduttore televisivo e dirigente d'azienda italiano
- 1961 - Tiziana Martinengo, autrice televisiva e regista televisiva italiana
- 1961 - Michael Schulz, ex calciatore tedesco
- 1961 - Augie Wolf, ex pesista statunitense
- 1962 - Bobby Barnes, ex calciatore inglese
- 1962 - Nikolaj Denkov, politico e chimico bulgaro
- 1962 - Dario Desi, conduttore radiofonico, opinionista e disc jockey italiano
- 1962 - Pat Hoed, cantante e conduttore radiofonico statunitense
- 1962 - Paul Ramsey, ex calciatore nordirlandese
- 1962 - Sergej Rodionov, ex calciatore e allenatore di calcio sovietico
- 1962 - Carlo Sarandrea, esperantista italiano
- 1962 - Mary Sellers, attrice e regista statunitense
- 1963 - Elisabetta Bavagnoli, allenatrice di calcio e ex calciatrice italiana
- 1963 - Laura Valente, cantautrice italiana
- 1963 - Malcolm Gladwell, giornalista e sociologo canadese
- 1963 - Serena Gordon, attrice britannica
- 1963 - Giovanni Guerini, baritono italiano († 2023)
- 1963 - Guido W. Imbens, economista statunitense
- 1963 - Sargis Karapetyan, ex calciatore armeno
- 1963 - Paul Mason, ex calciatore inglese
- 1963 - Joe Matt, fumettista statunitense († 2023)
- 1963 - Holt McCallany, attore statunitense
- 1963 - Daniel Myrick, regista, sceneggiatore e produttore cinematografico statunitense
- 1963 - Goran Sobin, cestista jugoslavo († 2021)
- 1963 - Johan Theorin, scrittore e giornalista svedese
- 1964 - Luis Fernando Fernández, ex calciatore spagnolo
- 1964 - Ernest Givins, ex giocatore di football americano statunitense
- 1964 - Claudio Guidetti, musicista, compositore e produttore discografico italiano
- 1964 - Norbert Huber, ex slittinista italiano
- 1964 - Amber Lynn, ex attrice pornografica e modella statunitense
- 1964 - António Santos, ex triplista angolano
- 1965 - Pierre Cormon, scrittore e giornalista svizzero
- 1965 - Stefan Dohr, cornista e docente tedesco
- 1965 - Rachel Johnson, giornalista, conduttrice televisiva e scrittrice britannica
- 1965 - Maurizio Mansi, allenatore di hockey su ghiaccio e ex hockeista su ghiaccio canadese
- 1965 - El-Sayed Mohamed, ex cestista egiziano
- 1965 - Derek Redmond, ex velocista britannico
- 1965 - Charlie Sheen, attore statunitense
- 1965 - Carlos Simon, giornalista e ex arbitro di calcio brasiliano
- 1965 - Costas Mandylor, attore australiano
- 1965 - Paolo Zantelli, pilota motonautico italiano († 2013)
- 1966 - Bennie Blades, ex giocatore di football americano statunitense
- 1966 - Andrea Ferraris, fumettista italiano
- 1966 - Angelo Hugues, ex calciatore francese
- 1966 - Alice Onono, ex cestista keniota
- 1966 - Yaxeni Oriquen, ex culturista venezuelana
- 1966 - Maurizio Vincioni, allenatore di calcio e ex calciatore italiano
- 1966 - Robert Wangila, pugile keniota († 1994)
- 1966 - Ayumu Watanabe, regista e animatore giapponese
- 1966 - Kennard Winchester, ex cestista statunitense
- 1967 - Daron Acemoğlu, economista turco
- 1967 - Alessandro Carbonare, clarinettista italiano
- 1967 - Hubert Fournier, allenatore di calcio e ex calciatore francese
- 1967 - Chris Gatling, ex cestista statunitense
- 1967 - Fabio Grossi, ex velocista italiano
- 1967 - Sebastián Losada, ex calciatore spagnolo
- 1967 - Valerio Sacco, doppiatore italiano
- 1967 - Steve Scheffler, ex cestista statunitense
- 1967 - Bodo Schmidt, allenatore di calcio e ex calciatore tedesco
- 1967 - Pasquale Suppa, allenatore di calcio e ex calciatore italiano
- 1967 - Valeriu Ștefan Zgonea, politico rumeno
- 1968 - Trevor Kronemann, ex tennista statunitense
- 1968 - Christophe Mengin, ex ciclista su strada e ciclocrossista francese
- 1968 - Thomas Ostermeier, regista teatrale tedesco
- 1968 - Tamás Petres, ex calciatore ungherese
- 1968 - Grace Poe, politica filippina
- 1968 - Federico Sirianni, cantautore italiano
- 1968 - Dragan Skočić, allenatore di calcio e ex calciatore croato
- 1968 - Mauro Zonta, orientalista italiano († 2017)
- 1969 - Noah Baumbach, regista, sceneggiatore e produttore cinematografico statunitense
- 1969 - Senad Brkić, ex calciatore bosniaco
- 1969 - Daniel Farrands, sceneggiatore, produttore cinematografico e regista statunitense
- 1969 - Claudia Hengst, ex nuotatrice tedesca
- 1969 - Juan Manuel López, ex calciatore spagnolo
- 1969 - Jörg Müller, pilota automobilistico tedesco
- 1969 - Alejandro Ruidiaz, calciatore argentino († 2006)
- 1969 - Georges Sainte-Rose, ex triplista francese
- 1969 - Michael Steinbach, ex canottiere tedesco
- 1969 - Oksana Stepičeva, ex velocista russa
- 1969 - Oriol Tarrasón, attore e drammaturgo spagnolo
- 1969 - Hidehiko Yoshida, judoka e artista marziale misto giapponese
- 1970 - Maria Bamford, attrice, doppiatrice e comica statunitense
- 1970 - David Bingham, allenatore di calcio e ex calciatore scozzese
- 1970 - Luis Falcon, informatico e medico spagnolo
- 1970 - Michael Kulikowski, storico statunitense
- 1970 - George Lynch, ex cestista, allenatore di pallacanestro e dirigente sportivo statunitense
- 1970 - Neritan Novi, allenatore di calcio e ex calciatore albanese
- 1970 - Stanislav Smirnov, matematico russo
- 1970 - Gareth Southgate, allenatore di calcio e ex calciatore inglese
- 1970 - Tom Stiansen, conduttore televisivo e ex sciatore alpino norvegese
- 1970 - Niclas Svensson, ex calciatore svedese
- 1971 - Fabio Massimo Boniardi, politico italiano
- 1971 - Drena De Niro, attrice, disc jockey e ex modella statunitense
- 1971 - Kiran Desai, scrittrice indiana
- 1971 - Émerson de Souza Ferreti, ex calciatore brasiliano
- 1971 - Peter Fox, cantante e musicista tedesco
- 1971 - Jens Kristian Hansen, ex calciatore faroese
- 1971 - Alex Heffes, compositore inglese
- 1971 - Luciano Huck, conduttore televisivo, giornalista e imprenditore brasiliano
- 1971 - Pablo Martínez Martínez, ex cestista spagnolo
- 1971 - Paolo Montero, allenatore di calcio e ex calciatore uruguaiano
- 1971 - Yuval Segal, attore israeliano
- 1971 - Patricio Simoni, ex cestista argentino
- 1971 - Ed Stokes, ex cestista statunitense
- 1971 - Esteban Torre, ex calciatore e allenatore di calcio spagnolo
- 1971 - Mike Wengren, batterista statunitense
- 1972 - Christine Boudrias, ex pattinatrice di short track canadese
- 1972 - Carlo Damasco, arbitro di rugby a 15 e ex rugbista a 15 italiano
- 1972 - Gianluca Esposito, musicista e compositore italiano
- 1972 - Natalia Estrada, attrice e conduttrice televisiva spagnola
- 1972 - Gu Gyo-dong, schermidore sudcoreano
- 1972 - Jonathan Hickman, scrittore e fumettista statunitense
- 1972 - Sergej Loban, regista russo
- 1972 - Tim Lobinger, astista tedesco († 2023)
- 1972 - Alberto Marini, sceneggiatore, regista cinematografico e produttore cinematografico italiano
- 1972 - Roland Ramoser, ex hockeista su ghiaccio italiano
- 1972 - Martin Straka, ex hockeista su ghiaccio e dirigente sportivo ceco
- 1973 - Malin Byström, soprano svedese
- 1973 - Tommaso Currò, politico italiano
- 1973 - Daniele Egeste, allenatore di pallavolo e ex pallavolista italiano
- 1973 - Sara Foscolo, politica italiana
- 1973 - Lauren Kennedy, attrice teatrale statunitense
- 1973 - Joannette Kruger, ex tennista sudafricana
- 1973 - Jason McCartney, ex ciclista su strada statunitense
- 1973 - Jennifer Paige, cantante statunitense
- 1973 - Jakob Piil, ex ciclista su strada e pistard danese
- 1973 - Fred Rodriguez, ex ciclista su strada statunitense
- 1973 - Damon Stoudamire, ex cestista e allenatore di pallacanestro statunitense
- 1973 - Rimantas Žvingilas, allenatore di calcio e ex calciatore lituano
- 1974 - Gholam Ali, ex calciatore emiratino
- 1974 - Didier André, pilota automobilistico francese
- 1974 - Hussam Fawzi, ex calciatore iracheno
- 1974 - Leone Gasperoni, ex calciatore sammarinese
- 1974 - Martin Gerber, ex hockeista su ghiaccio svizzero
- 1974 - Elmedin Konaković, politico e ex cestista bosniaco
- 1974 - Clare Kramer, attrice statunitense
- 1974 - Giuseppina Macrì, judoka italiana
- 1974 - Robert Page, allenatore di calcio e ex calciatore gallese
- 1974 - Lasse Paulsen, ex sciatore alpino norvegese
- 1974 - Massimiliano Perrotta, drammaturgo e poeta italiano
- 1974 - Stefano Ricci, ex calciatore italiano
- 1974 - Cristiano Tomei, cuoco e personaggio televisivo italiano
- 1974 - Giorgi Tsetsadze, allenatore di calcio georgiano
- 1974 - Ethan Van Sciver, fumettista statunitense
- 1974 - Renaldo Wynn, ex giocatore di football americano statunitense
- 1975 - Zoran Antić, ex calciatore serbo
- 1975 - Daniel Chan, cantante, compositore e attore cinese
- 1975 - Cristobal Huet, hockeista su ghiaccio francese
- 1975 - Aleksandr Oniščuk, scacchista sovietico
- 1975 - Lodovico Pizzati, economista e politico italiano
- 1975 - Redfoo, cantante, musicista e danzatore statunitense
- 1975 - Stéphane Samson, ex calciatore francese
- 1975 - Dmitrij Stëpuškin, bobbista russo († 2022)
- 1975 - Christian Vinck, ex tennista tedesco
- 1975 - Wang Juan, ex atleta paralimpica cinese
- 1976 - José Ramirez Barreto, ex calciatore e allenatore di calcio brasiliano
- 1976 - Nikolaos Deligiannis, allenatore di pallanuoto e ex pallanuotista greco
- 1976 - Szymon Hołownia, politico, giornalista e conduttore televisivo polacco
- 1976 - Ashley Jones, attrice e produttrice televisiva statunitense
- 1976 - Jevon Kearse, ex giocatore di football americano statunitense
- 1976 - Samuel Kuffour, ex calciatore ghanese
- 1976 - Marco Molteni, ex pallavolista italiano
- 1976 - Moon Dae-sung, ex taekwondoka sudcoreano
- 1976 - Raheem Morris, allenatore di football americano statunitense
- 1976 - Natalia O'Shea, cantautrice, musicista e linguista russa
- 1976 - Vivek Oberoi, attore indiano
- 1976 - Suzy Powell-Roos, ex discobola statunitense
- 1976 - Josie Rourke, regista e direttrice artistica britannica
- 1976 - Tor Trondsen, ex calciatore norvegese
- 1976 - Ivan Vicelich, allenatore di calcio e ex calciatore neozelandese
- 1977 - Cai Yalin, tiratore a segno cinese
- 1977 - Dai Guohong, ex nuotatrice cinese
- 1977 - Frank Depestele, allenatore di pallavolo e ex pallavolista belga
- 1977 - Jonna Geagea, cantante finlandese
- 1977 - Casey Hampton, ex giocatore di football americano statunitense
- 1977 - Stephen Laybutt, calciatore australiano († 2024)
- 1977 - Rui Marques, ex calciatore angolano
- 1977 - Olof Mellberg, allenatore di calcio e ex calciatore svedese
- 1977 - Boniface Ndong, ex cestista, allenatore di pallacanestro e dirigente sportivo senegalese
- 1977 - Ekaterina Vinogradova, ex sciatrice nordica bielorussa
- 1978 - Iván Amaya, ex calciatore spagnolo
- 1978 - Terje Bakken, musicista norvegese († 2004)
- 1978 - John Curtis, ex calciatore inglese
- 1978 - Mikko Esko, pallavolista finlandese
- 1978 - Ali Ezzine, siepista e mezzofondista marocchino
- 1978 - Charles Grant, ex giocatore di football americano statunitense
- 1978 - Tinkara Kovač, cantante e flautista slovena
- 1978 - Michal Rozsíval, hockeista su ghiaccio ceco
- 1978 - Niklas Sandberg, ex calciatore svedese
- 1978 - Linda Valori, cantante, cantautrice e compositrice italiana
- 1978 - Nick Wechsler, attore statunitense
- 1979 - Sergio Bastida, ex calciatore argentino
- 1979 - Stian Eckhoff, biatleta norvegese
- 1979 - Michele Giurgola, apneista italiano
- 1979 - William Joseph, giocatore di football americano statunitense
- 1979 - Júlio César Soares Espíndola, ex calciatore brasiliano
- 1979 - Jayanthi Kuru-Utumpala, alpinista e attivista singalese
- 1979 - Sean Lampley, ex cestista statunitense
- 1979 - Clarisse Menezes, schermitrice brasiliana
- 1979 - Tomo Miličević, musicista bosniaco
- 1979 - Langston Walker, giocatore di football americano statunitense
- 1979 - Petr Čáslava, hockeista su ghiaccio ceco
- 1980 - Daniel Bilos, ex calciatore argentino
- 1980 - B.G., rapper statunitense
- 1980 - Jenny Han, scrittrice e produttrice cinematografica statunitense
- 1980 - Cone McCaslin, cantautore, bassista e produttore discografico canadese
- 1980 - Alina Nedelea, attrice rumena
- 1980 - Carsten Rothenbach, ex calciatore tedesco
- 1980 - Palina Smolava, cantante bielorussa
- 1980 - Noh Alam Shah, calciatore singaporiano
- 1981 - Angelica Cacciapaglia, attrice italiana
- 1981 - Gautier Capuçon, violoncellista francese
- 1981 - Fearne Cotton, conduttrice televisiva e conduttrice radiofonica britannica
- 1981 - Adam Jamal Craig, attore statunitense
- 1981 - Atsuko Ishizuka, animatrice e regista giapponese
- 1981 - Krešimir Kordić, ex calciatore bosniaco
- 1981 - Fodé Mansaré, ex calciatore guineano
- 1981 - Justin Pierre, calciatore britannico
- 1981 - Luigi Pisani, attore italiano
- 1981 - Roberto Previtali, ex calciatore e allenatore di calcio italiano
- 1981 - Jesse Quin, musicista e polistrumentista britannico
- 1981 - Antonella Riva, mezzofondista italiana
- 1981 - Stefan Thanei, ex sciatore alpino e sciatore freestyle italiano
- 1981 - Are Tronseth, allenatore di calcio e ex calciatore norvegese
- 1981 - Jessica Zelinka, ex multiplista canadese
- 1982 - Sarah Burke, sciatrice freestyle canadese († 2012)
- 1982 - Manuel Corrales, ex calciatore peruviano
- 1982 - Tresor Egholm, allenatore di calcio e calciatore norvegese
- 1982 - Ayumi Fujimura, doppiatrice giapponese
- 1982 - Gabriel Giurgiu, ex calciatore rumeno
- 1982 - Koen van de Laak, ex calciatore olandese
- 1982 - Diana Luna, golfista italiana
- 1982 - Lisa McGrillis, attrice britannica
- 1982 - Andrew McMahon, cantante e compositore statunitense
- 1982 - Annamaria Nagy, schermitrice ungherese
- 1982 - Chris Wilcox, ex cestista statunitense
- 1982 - Carlo Zotti, allenatore di calcio e ex calciatore italiano
- 1983 - Ivana Abramović, ex tennista croata
- 1983 - Roman Amoyan, lottatore armeno
- 1983 - Guðjón Árni Antoníusson, ex calciatore islandese
- 1983 - Víctor Bolívar, calciatore costaricano
- 1983 - Eko Fresh, rapper tedesco
- 1983 - Intars Dambis, bobbista lettone
- 1983 - Jakim Donaldson, ex cestista statunitense
- 1983 - Cristian Fabbiani, allenatore di calcio e ex calciatore argentino
- 1983 - Augusto Farfus, pilota automobilistico brasiliano
- 1983 - Nicky Hunt, ex calciatore inglese
- 1983 - Alexander Klaws, cantante e attore tedesco
- 1983 - Baba Malick, ex calciatore senegalese
- 1983 - Matwé Middelkoop, tennista olandese
- 1983 - Gabriel Sargsyan, scacchista armeno
- 1983 - Alessandro Scarano, avvocato e politico sammarinese
- 1983 - Vojtěch Schulmeister, calciatore ceco
- 1983 - Akeem Scott, cestista statunitense
- 1983 - Valdas Vasylius, cestista lituano
- 1983 - Christine Woods, attrice statunitense
- 1984 - Vincenzo Botta, giocatore di calcio a 5 italiano
- 1984 - André Cardoso, ciclista su strada portoghese
- 1984 - Mason Crosby, ex giocatore di football americano statunitense
- 1984 - Robert Curry, cantante statunitense
- 1984 - Souleymane Dembélé, calciatore maliano
- 1984 - Lindsay Dracass, cantante britannica
- 1984 - David Fiegen, ex mezzofondista lussemburghese
- 1984 - Garrett Hedlund, attore statunitense
- 1984 - Joel Johnstone, attore statunitense
- 1984 - Mario Mutsch, allenatore di calcio e ex calciatore lussemburghese
- 1984 - Seo In-young, cantante sudcoreana
- 1984 - Sergey Stepanov, sassofonista e compositore moldavo
- 1984 - Noël Séka, ex calciatore beninese
- 1984 - TJP, wrestler statunitense
- 1984 - Anna Vajda, ex cestista ungherese
- 1984 - Wendell White, ex cestista statunitense
- 1984 - Paz de la Huerta, attrice e modella statunitense
- 1985 - Miloš Borisov, cestista montenegrino
- 1985 - Leandro Carrijo, ex calciatore brasiliano
- 1985 - Scott Carson, calciatore inglese
- 1985 - Shomari Figures, politico statunitense
- 1985 - Yūki Kaji, doppiatore giapponese
- 1985 - Swen König, ex calciatore svizzero
- 1985 - Tat'jana Kotova, modella, cantante e attrice russa
- 1985 - Maarty Leunen, ex cestista statunitense
- 1985 - Jaime Nielsen, ciclista su strada neozelandese
- 1985 - Ivan Novačić, cestista croato
- 1985 - Troy Patton, giocatore di baseball statunitense
- 1985 - Ricardo Filipe da Silva Braga, giocatore di calcio a 5 portoghese
- 1985 - Majdi Siddiq, calciatore saudita
- 1985 - Tyrone Spong, kickboxer, artista marziale misto e pugile surinamese
- 1985 - Kelvin Wilson, ex calciatore inglese
- 1986 - Michele Balducci, attore e regista italiano
- 1986 - Jeimmy Bernárdez, ex ostacolista honduregna
- 1986 - Lawrence Doe, calciatore liberiano
- 1986 - Jempy Drucker, ex ciclista su strada e ciclocrossista lussemburghese
- 1986 - Tiffany Géroudet, schermitrice svizzera
- 1986 - Kathrin Hitzer, biatleta tedesca
- 1986 - LX, rapper tedesco
- 1986 - Michel Joubert, calciatore seychellese
- 1986 - Blel Kadri, ex ciclista su strada francese
- 1986 - Lorenz Larkin, artista marziale misto statunitense
- 1986 - Maurizio Merluzzo, doppiatore, direttore del doppiaggio e youtuber italiano
- 1986 - Vesa Mäkäläinen, ex cestista finlandese
- 1986 - Omi, cantante giamaicano
- 1986 - Marko Pavićević, calciatore serbo
- 1986 - Luis Alberto Perea, calciatore colombiano
- 1986 - Reggie Smith, giocatore di football americano statunitense
- 1986 - Pablo Taborda, giocatore di calcio a 5 argentino
- 1986 - Aķžürek Tañatarov, lottatore kazako
- 1986 - Todor Timonov, ex calciatore bulgaro
- 1986 - Romana Vyňuchalová, cestista slovacca
- 1986 - Shaun White, ex snowboarder e skater statunitense
- 1987 - Allie, wrestler canadese
- 1987 - Michaël D'Almeida, pistard francese
- 1987 - Meghan Duggan, hockeista su ghiaccio statunitense
- 1987 - Miguel Ángel Fraga, calciatore messicano
- 1987 - Steven Lang, ex calciatore svizzero
- 1987 - Modibo Maïga, ex calciatore maliano
- 1987 - Sean McColl, arrampicatore canadese
- 1987 - Paul McGill, attore, ballerino e coreografo statunitense
- 1987 - Fábio Nascimento de Oliveira, calciatore brasiliano
- 1987 - James Neal, hockeista su ghiaccio canadese
- 1987 - Facundo Pereyra, calciatore argentino
- 1987 - Damir Puškar, ex giocatore di calcio a 5 sloveno
- 1987 - Tat'jana Šemjakina, marciatrice russa
- 1987 - Matteo Simoni, attore belga
- 1987 - Brandon Spikes, giocatore di football americano statunitense
- 1987 - José Gildeixon de Paiva, calciatore brasiliano († 2016)
- 1988 - Jérôme Boateng, calciatore tedesco
- 1988 - Sinan Bolat, calciatore turco
- 1988 - Gibson Daudau, calciatore salomonese
- 1988 - Anna Ferraioli Ravel, attrice italiana
- 1988 - Sander Fischer, ex calciatore olandese
- 1988 - DuJuan Harris, ex giocatore di football americano statunitense
- 1988 - Harper Kamp, cestista statunitense
- 1988 - Carla Suárez Navarro, ex tennista spagnola
- 1988 - Tine Urnaut, pallavolista sloveno
- 1988 - Ingrit Valencia, pugile colombiana
- 1989 - Christian Bommelund Christensen, giocatore di calcio a 5 e calciatore danese
- 1989 - Jang Hyun-seung, cantante e attore sudcoreano
- 1989 - Gusttavo Lima, cantante, musicista e compositore brasiliano
- 1989 - Francesco Lisi, calciatore italiano
- 1989 - Koen Naert, maratoneta e mezzofondista belga
- 1989 - Stephanie Niemer, pallavolista e allenatrice di pallavolo statunitense
- 1989 - Martina Pinto, attrice italiana
- 1989 - Amiran Sanaia, ex calciatore georgiano
- 1989 - Francisco Wagsley, allenatore di calcio e ex calciatore brasiliano
- 1989 - Florent Tortosa, cestista francese
- 1989 - Stojančo Velinov, calciatore macedone
- 1990 - Alvarinho, calciatore portoghese
- 1990 - Marcus Astvald, calciatore svedese
- 1990 - Leyvin Balanta, calciatore colombiano
- 1990 - Egzon Belica, calciatore macedone
- 1990 - Bianca Bin, attrice brasiliana
- 1990 - Ren Harvieu, cantautrice britannica
- 1990 - Jonathan Heris, calciatore belga
- 1990 - Marcel Holzmann, calciatore austriaco
- 1990 - Lee Joo-woo, attrice sudcoreana
- 1990 - Iza, cantautrice e conduttrice televisiva brasiliana
- 1990 - Furkan Özçal, ex calciatore turco
- 1990 - Rozanna Purcell, modella irlandese
- 1990 - Erin Rooney, ex cestista neozelandese
- 1990 - Vanesa Santana, calciatrice argentina
- 1990 - Rita Volk, attrice uzbeka
- 1990 - Romano Zanella, giocatore di football americano svizzero
- 1991 - Fahad Al-Dhanhani, calciatore emiratino
- 1991 - Bené Benwikere, giocatore di football americano statunitense
- 1991 - Michael Boso, calciatore salomonese
- 1991 - Rion Brown, cestista statunitense
- 1991 - Thomas Delaney, calciatore danese
- 1991 - Paulos Kyriakidīs, calciatore greco
- 1991 - Elixane Lechemia, tennista francese
- 1991 - Alexandru Neacșa, calciatore rumeno
- 1991 - Mihail Sava, lottatore moldavo
- 1991 - Daiki Tanaka, cestista giapponese
- 1991 - Samantha Marie Ware, attrice e cantante statunitense
- 1991 - Ellary White, ex calciatore montserratiano
- 1992 - August Alsina, cantautore statunitense
- 1992 - Juniel, cantautrice sudcoreana
- 1992 - Sara Da Col, lottatrice italiana
- 1992 - Cameron Fleming, giocatore di football americano statunitense
- 1992 - Axelle Gachet-Mollaret, scialpinista e fondista di corsa in montagna francese
- 1992 - Unai García Lugea, calciatore spagnolo
- 1992 - Aleksandar Glišić, calciatore bosniaco
- 1992 - Nick Hargrove, attore statunitense
- 1992 - Sachie Ishizu, tennista giapponese
- 1992 - Sebastian Lletget, calciatore statunitense
- 1992 - Sakshi Malik, lottatrice indiana
- 1992 - Marko Petković, calciatore serbo
- 1992 - Jurgen Pisani, calciatore maltese
- 1992 - Shōta Sometani, attore giapponese
- 1993 - Cristian Encarnación, pallavolista e giocatore di beach volley portoricano
- 1993 - Jules Haabo, calciatore francese
- 1993 - Yukitoshi Itō, ex calciatore giapponese
- 1993 - Jurij Jakovenko, ex calciatore ucraino
- 1993 - Rina Koike, attrice giapponese
- 1993 - Fabian Lienhard, ciclista su strada e ciclocrossista svizzero
- 1993 - Jordi Martins Almeida, calciatore brasiliano
- 1993 - Osayamen Osawe, ex calciatore nigeriano
- 1993 - Simona Petkova, calciatrice bulgara
- 1993 - Tim Rieder, calciatore tedesco
- 1993 - Giuseppe Spata, attore italiano
- 1993 - Erkin Tapalov, calciatore kazako
- 1993 - Dominic Thiem, ex tennista austriaco
- 1993 - Andrea Tovar, modella colombiana
- 1994 - Leilia Adzhametova, ex atleta paralimpica ucraina
- 1994 - Luka Anđušić, cestista serbo
- 1994 - Jassina Blom, calciatrice belga
- 1994 - Lia-Mara Bösch, snowboarder svizzera
- 1994 - Matthew Dayes, giocatore di football americano statunitense
- 1994 - Axel Javier Fernández, calciatore uruguaiano
- 1994 - Chris Johnston, calciatore scozzese
- 1994 - Robert Kirss, calciatore estone
- 1994 - Peđa Krstin, tennista serbo
- 1994 - T.J. Logan, giocatore di football americano statunitense
- 1994 - Mitja Lotrič, calciatore sloveno
- 1994 - Jaroslav Podlesnych, pallavolista russo
- 1994 - Samir Raja, calciatore giordano
- 1994 - Glen Rea, calciatore inglese
- 1995 - Tim Bond, cestista statunitense
- 1995 - Myles Jack, ex giocatore di football americano statunitense
- 1995 - Pascal Köpke, calciatore tedesco
- 1995 - Julie Nowak, calciatrice danese
- 1995 - Atsushi Oka, ciclista su strada giapponese
- 1995 - Nicolás Orellana, calciatore cileno
- 1995 - Peg Parnevik, cantante svedese
- 1995 - David Peterson, giocatore di baseball statunitense
- 1995 - Nikhil Poojari, calciatore indiano
- 1995 - Mateusz Surma, goista polacco
- 1995 - Niklas Süle, calciatore tedesco
- 1995 - Jimmie Taylor, cestista statunitense
- 1995 - Marques Townes, cestista statunitense
- 1995 - Fisnik Zuka, calciatore macedone
- 1996 - Javier Akapo, calciatore equatoguineano
- 1996 - Erik Arvidsson, sciatore alpino statunitense
- 1996 - José Bueno, calciatore colombiano
- 1996 - Lorenzo Codarin, pallavolista italiano
- 1996 - Michael Deiter, giocatore di football americano statunitense
- 1996 - Mohamed Diaby, calciatore francese
- 1996 - William Eskelinen, calciatore svedese
- 1996 - Dwayne Green, calciatore olandese
- 1996 - D.J. Hogg, cestista statunitense
- 1996 - Gabriel Kehr, martellista cileno
- 1996 - Florian Maitre, ciclista su strada e pistard francese
- 1996 - Kayla McKenna, calciatrice giamaicana
- 1996 - Joy, cantante e attrice sudcoreana
- 1996 - Neilson Powless, ciclista su strada statunitense
- 1996 - Yoane Wissa, calciatore congolese (Repubblica Democratica del Congo)
- 1996 - Ivy Wolfe, attrice pornografica statunitense
- 1997 - Aaron Banks, giocatore di football americano statunitense
- 1997 - Sulayman Bojang, calciatore norvegese
- 1997 - Rodrigo Conde, canottiere spagnolo
- 1997 - Il Tre, rapper e cantautore italiano
- 1997 - Awangku Yura Indera, calciatore bruneiano
- 1997 - Deni Jurić, calciatore australiano
- 1997 - Salome Pazhava, ginnasta georgiana
- 1997 - Devin Singletary, giocatore di football americano statunitense
- 1997 - Melvin Tchiknavorian, sciatore freestyle francese
- 1997 - Bernard Tekpetey, calciatore ghanese
- 1997 - Graeme Torrilla, calciatore gibilterriano
- 1997 - Maduka Udeh, ex calciatore nigeriano
- 1998 - Olivija Baleišytė, pistard e ciclista su strada lituana
- 1998 - Radinio Balker, calciatore olandese
- 1998 - Cameron Dantzler, giocatore di football americano statunitense
- 1998 - Kristian Fulton, giocatore di football americano statunitense
- 1998 - José Montenegro, cestista panamense
- 1998 - Joni Montiel, calciatore spagnolo
- 1998 - Kanaphan Puitrakul, attore thailandese
- 1999 - Jalyn Armour-Davis, giocatore di football americano statunitense
- 1999 - Sebbe Augustijns, calciatore belga
- 1999 - Zaire Barnes, giocatore di football americano samoano americano
- 1999 - Anna Berreiter, slittinista tedesca
- 1999 - Desjuan Johnson, giocatore di football americano statunitense
- 1999 - Henri Koudossou, calciatore tedesco
- 1999 - Filip Maciejuk, ciclista su strada polacco
- 1999 - Erika Santoro, calciatrice italiana
- 1999 - Rich Brian, rapper indonesiano
- 1999 - Niels Torre, canottiere italiano
- 1999 - Liam Wallace, sciatore alpino canadese
- 1999 - Mathew Yakubu, calciatore nigeriano
- 1999 - Miguel de la Fuente, calciatore spagnolo
- 2000 - Lyle Foster, calciatore sudafricano
- 2000 - Alessandro Frola, danzatore italiano
- 2000 - Ganboldyn Ganbayar, calciatore mongolo
- 2000 - Facundo Russo, calciatore argentino
- 2000 - Tomás Verón, calciatore argentino
- 2000 - Brandon Williams, calciatore inglese
- 2000 - Andrea Zambonin, rugbista a 15 italiano

## XXI secolo(38)
- 2001 - Rohat Ağca, calciatore olandese
- 2001 - Joel Bagan, calciatore irlandese
- 2001 - Yannick Bright, calciatore italiano
- 2001 - Emil Ceide, calciatore norvegese
- 2001 - Simone Franciosi, calciatore sammarinese
- 2001 - Kaia Gerber, modella e attrice statunitense
- 2001 - Brian Kasirye, giocatore di badminton ugandese
- 2001 - Kevin Kokila, cestista francese
- 2001 - Santiago Ramírez, calciatore uruguaiano
- 2001 - Sting Ray Robb, pilota automobilistico statunitense
- 2001 - Jorge Rodríguez, calciatore messicano
- 2001 - Tsugumi Sakurai, lottatrice giapponese
- 2001 - Luke Travers, cestista australiano
- 2001 - Luis Uribe, tuffatore colombiano
- 2001 - Kata Blanka Vas, ciclista su strada, ciclocrossista e mountain biker ungherese
- 2002 - Bill Antonio, calciatore zimbabwese
- 2002 - Tomás Castro, calciatore argentino
- 2002 - Nazar Chepurnyi, ginnasta ucraino
- 2002 - Fem van Empel, ciclocrossista, mountain biker e ciclista su strada olandese
- 2002 - Fabio Ferraro, calciatore belga
- 2002 - Vando Félix, calciatore guineense
- 2002 - Charlie Hawke, nuotatore australiano
- 2002 - Alejandro Piedrahita, calciatore colombiano
- 2002 - William Yan Thorley, nuotatore hongkonghese
- 2002 - Tuli Tuipulotu, giocatore di football americano statunitense
- 2002 - Matías Valenti, calciatore argentino
- 2002 - Iman Vellani, attrice canadese
- 2002 - Gabriel Veron, calciatore brasiliano
- 2003 - Arjun Erigaisi, scacchista indiano
- 2003 - Tiago Morais, calciatore portoghese
- 2003 - Jack Dylan Grazer, attore statunitense
- 2003 - Eileen Gu, sciatrice freestyle statunitense
- 2003 - Mark Kondratjuk, pattinatore artistico su ghiaccio russo
- 2003 - Samuel Kotto, calciatore camerunese
- 2004 - Alessandra Gasparelli, velocista sammarinese
- 2004 - Anan Khalaili, calciatore israeliano
- 2004 - Sofija Macijevs'ka, nuotatrice artistica ucraina
- 2006 - Huang Yuting, tiratrice a segno cinese

## Senza anno specificato(2)
- Katie Brayben, attrice teatrale e cantante inglese
- Susan Jane Tanner, attrice britannica